# سفينة نقل الجنود
سفينة نقل الجنود هي سفينة تستخدم لنقل الجنود في وقت السلم أو الحرب. من أشهر السفن هي سفينة آر إم إس كوين ماري التي نقلت الجنود خلال الحرب العالمية الثانية.

## معرض صور

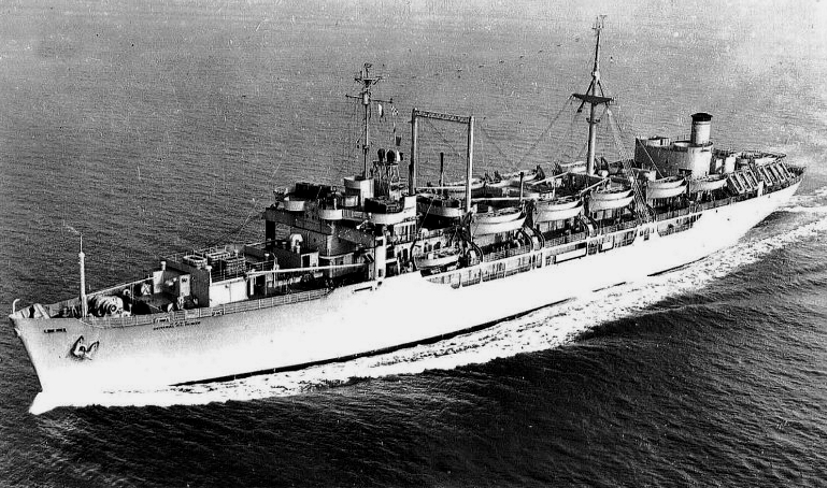
سفينة نقل جنود أمريكية
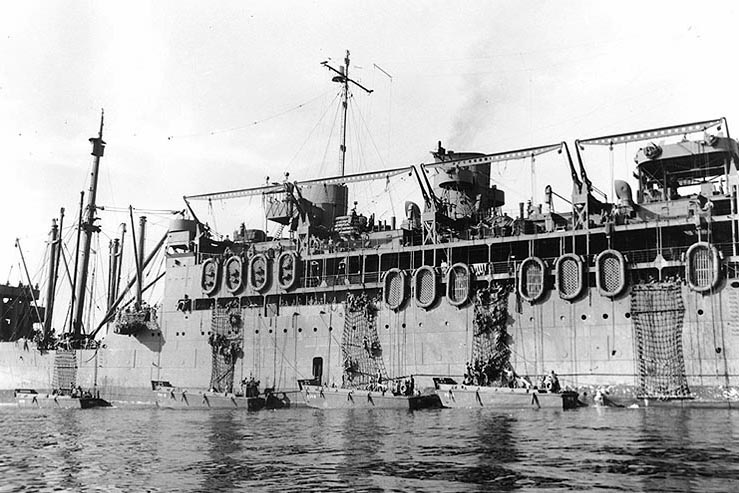
سفينة نقل جنود أمريكية ينزل منها الجنود وذلك للتدرب على الهبوط لنيو جورجيا
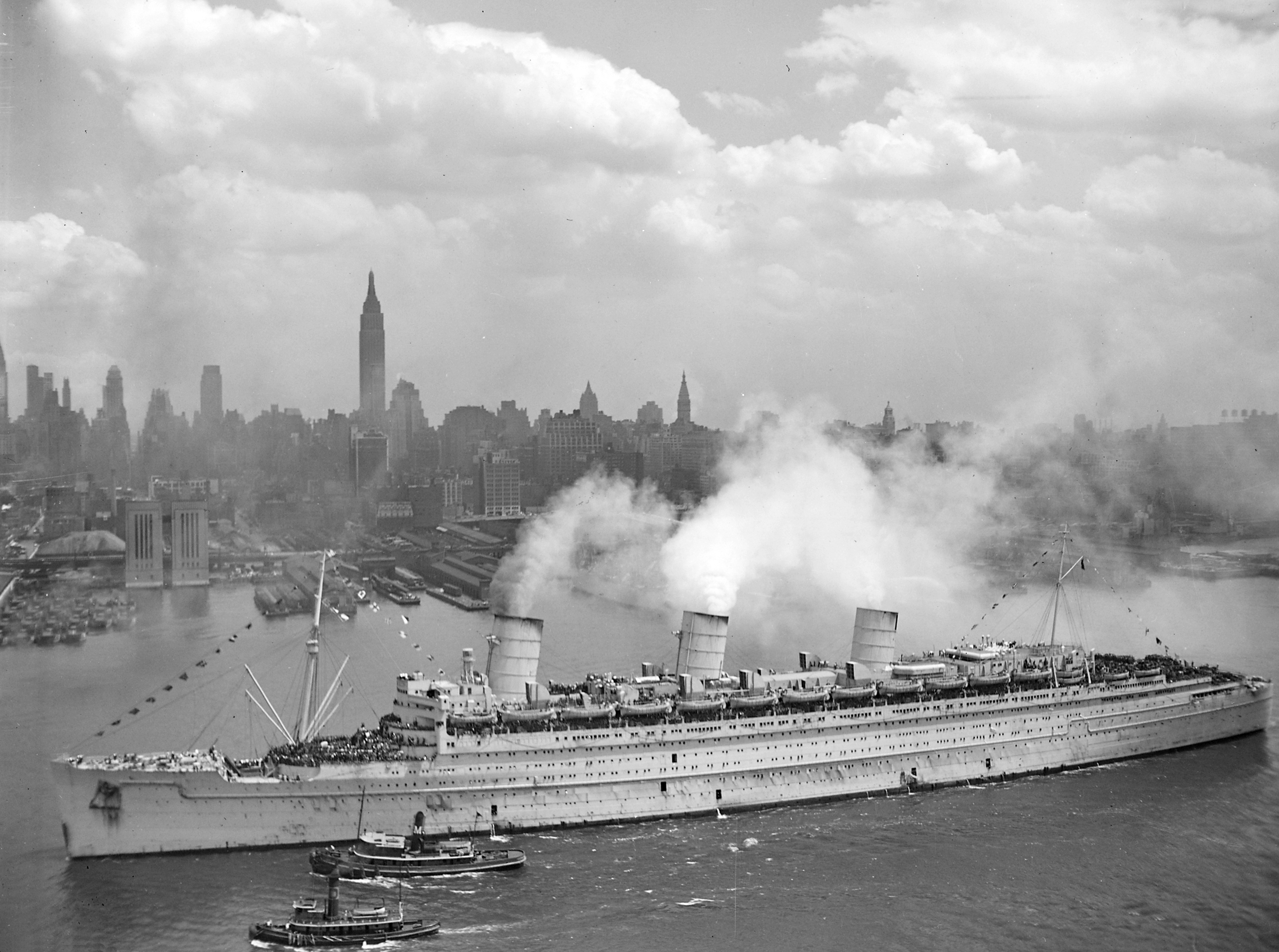
السفينة الشهيرة آر إم إس كوين ماري وعلى متنها أكثر من 15000 جندي